# شاماما علی‌عسگراوا
شاماما علی‌عسگراوا (ترکی آذربایجانی: Şamama Ələsgərova; ۸ march ۱۹۰۴ – ۲ آوریل ۱۹۷۷) یک متخصص بیماری‌های زنان آذربایجانی در دوره آذربایجان شوروی بود. وی دریافت کننده عنوانی افتخاری قهرمان کار سوسیالیست در سال ۱۹۶۹ بود.

## زندگی‌نامه
شاماما علی‌عسگراوا ۸ مارس سال ۱۹۰۴ در شهر ایروان فرمانداری ایروان در امپراتوری روسیه چشم به جهان گشود. پدرش، «ممدکریم کربلایی قربانعلی»، با «زهرا سلیمان‌بیگوا»، دختر بیگ ایروان عقد کرد که حاصل این ازدواج پنج فرزند به اسامی «طرلان»، «گویچک»، عزیز، شماما و «زیاد» بود. شماما سومین فرزند دختر خانواده بود. وی تحصیلات متوسطه را در جیمنیزیومی گذراند.
شاماما علی‌عسگراوا دانش‌آموخته دانشگاه علوم پزشکی آذربایجان بود. پیرو اینکه در سال ۱۹۴۱ فارغ‌التحصیل شد، به جبهه مقدم جنگ جهانی دوم اعزام شد. فعالیت شغلی خود را در سال ۱۹۴۱ به عنوان کارآموز پزشکی در یک بیمارستان نظامی آغاز کرد. بعداً رئیس یکی از بخشهای همان بیمارستان شد.
تا سال ۱۹۴۵، در بخش امور پرسنلی کمیساریای بهداشت خلق آذربایجان شوروی مشغول به کار بود. از سال ۱۹۴۵ تا ۱۹۷۷ پزشک ارشد در بیمارستان زایمان شماره ۵ شهر باکو کار می‌کرد. تحت رهبری شاماما علی‌عسگراوا، زایشگاه شماره ۵ به یکی از مؤسسات درمانی نمونه در کشور تبدیل شد. وی در طول فعالیت‌های خود تحقیقاتی را در مورد موضوعات سلامت مادر و طفل و همچنین مداوا و پیشگیری از بیماری‌های زنان انجام داد. افزون بر این، از حضور پررنگی در مبارزه با شیوع مالاریا و عفونت کرمی در آذربایجان برخوردار بود.
بنابر فرمان هیئت رئیسه شورای عالی اتحاد جماهیر شوروی در تاریخ ۴ فوریه ۱۹۶۹، از شاماما علی‌عسگراوا در ازای خدمات‌گزاری‌های بزرگش در زمینه حفظ سلامت مردم شوروی، با اعطاء عنوان افتخاری قهرمان کار سوسیالیست، نشان لنین و «مدال چکش و داس» تقدیر شد. در سالهای ۱۹۵۸ و ۱۹۶۰، به ترتیب جایزه‌های «نشان برای برجستگی در بهداشت عمومی» و عنوان افتخاری «پزشک افتخاری آذربایجان شوروی» را دریافت کرد. او همچنین نماینده شورای عالی جمهوری سوسیالیستی آذربایجان شوروی بود.
شاماما علی‌عسگراوا ۲ ماه آوریل سال ۱۹۷۷ در شهر باکو درگذشت و در پارک مفاخر باکو دفن شد.
از سال ۱۹۹۶، زایشگاه شماره ۵ شهر باکو اسم شاماما علی‌عسگراوا به یدک می‌کشد.

## خانواده
شاماما علی‌عسگراوا به عقد «عبدالله ابراهیم اف» درآمده بود و حاصل این ازدواج تنها دختری به اسم «صونا» بود که در سال ۱۹۲۵ به دنیا آمد. عزیز علی‌اف، برادر شاماما، پدر همسر حیدر علی اف، رئیس‌جمهور پیشین آذربایجان بود، که با ظریفه علی‌یوا، دختر وی ازدواج کرده بود. عزیز علی‌اف همچنین پدربزرگ مادری الهام علی اف، رئیس‌جمهور آذربایجان، است.

## نشان‌ها و جوایز
- نشان لنین
- «نشان افتخار»
- عنوان افتخاری قهرمان کار سوسیالیست
- عنوان افتخاری «پزشک افتخاری آذربایجان شوروی»